# Sex on the Beach
Sex on the Beach é uma bebida alcoólica geralmente feita com vodka, schnapps de pêssego, suco de laranja, e suco de oxicoco, apesar de haver variações, como a versão sem álcool nomeada Virgins on the Beach. É um coquetel oficial da International Bartenders Association, servido em copo alto.
Há mais de uma versão sobre a origem da bebida. Uma delas afirma que esta teria originado-se na Flórida, nos Estados Unidos na primavera de 1987, coincidindo com a vinda do schnapps de pêssego à localidade. Um bartender do Confetti's Bar teria criado o coquetel, nomeando-o em homenagem aos diversos turistas que visitam as praias da Flórida durante a primavera.